# Bernat Guillem de Montpeller
Bernat Guillem de Montpeller (?- El Puig de Santa Maria, 1237). Va ser un cavaller occità, oncle del rei Jaume I d'Aragó.

## Orígens familiars
Fill (il·legítim, segons l'Església catòlica, que no va voler reconèixer el casament dels seus pares) de Guilhèm VIII de Montpeller, senyor de Montpeller i de la seva dona Agnès. Germanastre de Maria de Montpeller i, per tant, oncle de Jaume el Conqueridor.

## Matrimoni i descendents
Es casà amb Jussiana d'Entença (Jessiana, Jausiana o Juliana d'Entença), filla del senyor de la baronia d'Alcolea Ponç Hug d'Entença. Fills:
- Guillem I d'Entença
- Bernat Guillem d'Entença[1]

## Biografia
En ser fill de la dona no legitimada per l'Església de Guilhèm VIII de Montpeller, era considerat il·legítim. Tot i que no pertanyia a la nissaga dels Entença, per mor del seu casament amb Jussiana d'Entença també se l'anomenà Bernat Guillem d'Entença, cognom que adoptaren els seus fills. Participà en la campanya de la conquesta de València distingint-se al setge de Borriana. Morí però, a la Batalla del Puig de Santa Maria l'any 1237.